# Matthew Immers
Matthew Immers (Leidschendam, 13 de noviembre de 2000) es un deportista neerlandés que compite en voleibol, en la modalidad de playa.
Ganó una medalla de bronce en el Campeonato Europeo de Vóley Playa de 2024. Participó en los Juegos Olímpicos de París 2024, ocupando el noveno lugar en el torneo masculino.

## Palmarés internacional
| Campeonato Europeo | Campeonato Europeo     | Campeonato Europeo | Campeonato Europeo  |
| Año                | Lugar                  | Medalla            | Pareja              |
| ------------------ | ---------------------- | ------------------ | ------------------- |
| 2024               | La Haya (Países Bajos) | Medalla de bronce  | Steven van de Velde |